# فرودگاه زهوت‌نوویی
فرودگاه زهوت‌نوویی (به انگلیسی: Zhovtnevoye) یک فرودگاه نظامی است که یک باند فرود بتن دارد و طول باند آن ۲۵۰۰ متر است. این فرودگاه در شهر وولودیمیر-وولینسکیی کشور اوکراین قرار دارد و در ارتفاع ۲۱۳ متری از سطح دریا واقع شده است.